# Championnat universitaire canadien féminin de hockey sur glace

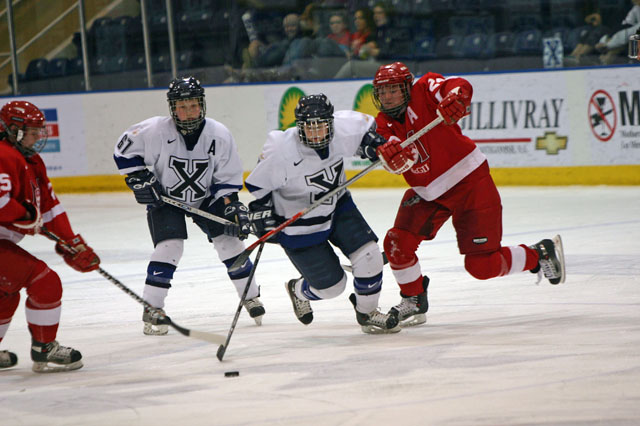
Match opposant les Martlets de l'Université McGill aux X-Women de l'Université Saint-Francis-Xavier

Le Championnat universitaire canadien féminin de hockey sur glace – en anglais Canadian Interuniversity Sport women's ice hockey championship – est le championnat universitaire de hockey féminin parrainé par U Sports. Ce championnat existe depuis la saison 1997-1998 et regroupe 34 équipes féminines de hockey sur glace des clubs omnisports universitaires au Canada.
Cette compétition est considérée comme le deuxième niveau dans la pyramide de hockey féminin canadien, en dessous du niveau professionnel canadien Ligue canadienne de hockey féminin (LCHF) et américain Ligue national de hockey féminin (LNHF). Les joueuses universitaires de hockey ont à suivre la règle d'admissibilité standard de 5 ans.

## Histoire du championnat

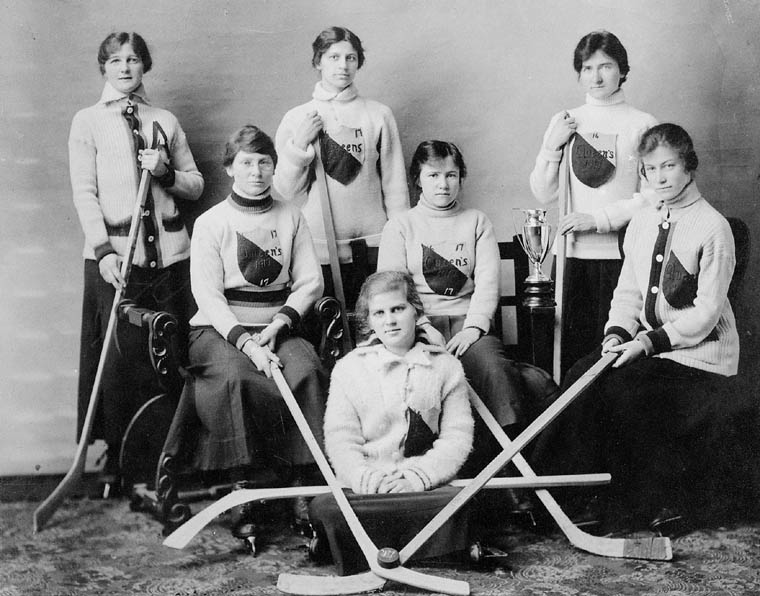
L'équipe féminine de hockey de l'Université Queen's en 1917

Les premières équipes féminines universitaires de hockey sur glace au Canada remontent au début des années 1890. L'Université de Toronto à Toronto, l'Université Queen's à Kingston, et l'Université McGill à Montréal sont les premières universités canadiennes à posséder des équipes de hockey féminin . Puis c'est au tour du Calgary Collegiate Institute et du Mount Royal College à Calgary en 1908 . Les équipes jouent à huis clos, sans que les hommes ne soient autorisés à assister aux matchs. L'arbitre est le seul homme présent lors des matchs .
En 1900, les spectateurs masculins sont enfin autorisés à assister aux matchs. Les équipes féminines sont présentes dans la plupart des provinces canadiennes et plusieurs sont des équipes universitaires. À l'époque, il n'y a pas de ligue féminine universitaire, et les quelques équipes féminines universitaires jouent contre des rivales représentant des villes ou bien des localités. Parfois, elles sont contraintes de parcourir de grandes distances géographiques en train pour participer à des tournois.
Le premier championnat féminin provincial de l'Ontario a lieu en 1914, à Picton (Ontario) (en). Six équipes participent à l'événement, dont l'équipe de l'Université de Toronto.
En 1921, l'Université de Toronto bat l'Université McGill lors du premier championnat universitaire féminin. Les Lady Blues de l'Université de Toronto (en) vont remporter 11 titres, comparativement à deux titres pour l'équipe de l'Université Queen’s (en) avant que la ligue universitaire féminine ne soit dissoute en 1933. En 1927, Elizabeth Graham, une gardienne de but de l'Université Queen's, porte un masque d'escrime pendant les matchs. C'est le premier gardien de but au hockey, avant le célèbre Jacques Plante, à porter un masque de protection du visage.
Le 16 décembre 1922, la Ladies Ontario Hockey Association (en) (LOHA) est formée, et comprend plusieurs équipes universitaires de l'Ontario. En 1923 est créée l'Union sportive interuniversitaire féminine (WIAU) dans le but d’offrir des compétitions sportives aux étudiantes de l'Ontario. L'Association sportive interuniversitaire féminine de l'Ontario et du Québec (O-QWICA) coordonne alors les programmes des étudiantes des universités des deux provinces. Plusieurs équipes universitaires de hockey féminin en sont membres. À l'automne 1923, l'Association canadienne de hockey amateur tient sa réunion annuelle à Port Arthur. L'association décide ne pas donner aux femmes la reconnaissance officielle en tant que joueurs de hockey. De 1931 à 1941, l'équipe non-universitaire des Rivulettes de Preston est invaincue dans la LOHA, et remporte dix championnats consécutifs. De nombreuses équipes universitaires ne veulent pas se joindre à la LOHA parce qu'elles estiment qu'elles n'ont aucune chance de gagner contre les Rivulettes. En 1941, la LOHA est dissoute. Cette situation amène plusieurs équipes à disparaître. La guerre va donner un dur coup au hockey féminin. De 1936 à 1948, et de 1951 à 1960, il n'y a aucune compétition officielle au niveau de la WIAU et il faudra attendre les années 1960 avant de revoir du hockey féminin dans les universités canadiennes.
Un regain se manifeste dans les années 1960. De nouvelles équipes féminines de hockey sont créées dans plusieurs universités. En 1969, l'Association sportive universitaire de l'Ouest canadien présente un projet qui donne naissance à l'Union canadienne féminine du sport inter-universitaire (UCFSU), dont la mission première est d’organiser des Championnats sportifs pour les étudiantes universitaires dans l'ouest du Canada. Le premier Championnat féminin canadien reconnu (en volley-ball) est présenté en mars 1970 à l'Université de Waterloo en Ontario. En 1971, l’Union sportive inter-universitaire féminine (WIAU) fusionne avec l’Association sportive inter-universitaire féminine de l'Ontario et du Québec pour former l'Association sportive inter-universitaire féminine de l'Ontario (ASIFO). Les équipes féminines universitaires se multiplient et plusieurs tournois universitaires américains invitent des équipes canadiennes. Des championnats universitaires régionaux reprennent vie un peu partout au Canada. Ainsi en Ontario, Il y a 9 équipes universitaires de hockey féminin dans le ASIFO. Chaque équipe joue un horaire de 20 matchs. Il y a une division de l'Est et de l'Ouest. Les trois premières équipes de chaque division se qualifient pour les séries éliminatoires de fin de saison, qui a lieu sous la forme d'un "Final Four"
En 1997, les sports masculins (l’Association sportive des universités de l’Ontario) et les sports féminins (le ASIFO) fusionnent ensemble sous le nom de l'Ontario University Athletics (SUO). Mars 1998 devient une date historique: c'est le tout premier Championnat universitaire national canadien de hockey féminin. L'Université Concordia à Montréal accueille l'événement du 26 février au 1er mars 1998 et remporte le premier trophée de Championnat national.

## Fonctionnement du championnat
En saison régulière, les 34 équipes jouent une vingtaine de matchs dans leur ligue régionale respective. À la fin de la saison, des séries éliminatoires (dans chacune des ligues régionales) déterminent l'équipe championne dans chacune des quatre régions du Canada. Par la suite, un tournoi national a lieu annuellement impliquant huit équipes : L'équipe vainqueur dans chacun des 4 championnats féminins régionaux (Sport universitaire de l'Atlantique, Réseau du sport étudiant du Québec, Sports universitaires de l'Ontario et Association sportive universitaire de l'Ouest canadien), en plus de l'équipe organisatrice du tournoi (l'université où se déroule l’évènement annuel) et de trois équipes désignées au Top 10 (dans les autres conférences que l'équipe hôte) . Les onze matchs du tournoi national final sont présentés en web diffusion sur Usports.live ,.
Le championnat possède quatre ligues et 34 équipes au total pour la saison 2018-2019 :
| Sport universitaire de l'Atlantique               | Sport universitaire de l'Atlantique               | Sport universitaire de l'Atlantique         | Sport universitaire de l'Atlantique       | Sport universitaire de l'Atlantique                       |
| ------------------------------------------------- | ------------------------------------------------- | ------------------------------------------- | ----------------------------------------- | --------------------------------------------------------- |
| Tigers de Dalhousie                               | Aigles Bleus de l'université de Moncton (en)      | Mounties de l'université Mount Allison (en) | Panthers de UÎPÉ                          | Huskies de Sainte-Marie                                   |
| Tommies de l'université Saint-Thomas (en)         | X-Women de l'université Saint-Francis-Xavier (en) | Reds de l'université du Nouveau-Brunswick   | Reds de l'université du Nouveau-Brunswick | Reds de l'université du Nouveau-Brunswick                 |
| Canada Ouest                                      |                                                   |                                             |                                           |                                                           |
| Pandas de l'Alberta                               | Thunderbirds de l'UCB                             | Dinos de Calgary                            | Horns de l'Université de Lethbridge       | Bisons du Manitoba                                        |
| Cougars de Regina                                 | Huskies de la Saskatchewan                        | Cougars de l'université de Mount Royal      | Cougars de l'université de Mount Royal    | Cougars de l'université de Mount Royal                    |
| Sports universitaires de l'Ontario                |                                                   |                                             |                                           |                                                           |
| Badgers de l'université Brock (en)                | Gryphons de l'université de Guelph (en)           | Voyageurs de l'université Laurentienne      | Lakers de l'université de Nipissing       | Ridgebacks de l'Institut de Technologie de l'Ontario (en) |
| Golden Gaels de l'université Queen's (en)         | Rams de l'université Ryerson (en)                 | Lady Blues de l'université de Toronto       | Warriors de l'université de Waterloo (en) | Western Mustangs de l'université de Western Ontario (en)  |
| Golden Hawks de l'université Wilfrid Laurier (en) | Lancers de l'université Windsor                   | Lions de York                               | Lions de York                             | Lions de York                                             |
| Réseau du sport étudiant du Québec                |                                                   |                                             |                                           |                                                           |
| Stingers de Concordia                             | Martlets de McGill                                | Carabins de l'université de Montréal        | Ravens de Carleton                        | Gee-Gees d'Ottawa                                         |

## Championnes nationales
L'équipe gagnante des séries éliminatoires, après s’être qualifiée à l'issue de la saison régulière, reçoit le Trophée Golden Path. Il est remis pour la première fois en 1998 par Katherine « Cookie » Cartwright, ancienne joueuse et première entraîneuse-chef des Gaels de Queen's, de 1971 à 1977. Cartwright a mené la réintégration du hockey universitaire féminin canadien en 1960 et a présidé le comité de direction qui a formé l'Association Ontarienne de hockey féminine .
| Année | Championnes ,                                            | Score     | Finalistes                            |
| ----- | -------------------------------------------------------- | --------- | ------------------------------------- |
| 1998  | Stingers de Concordia                                    | 4-1       | Lady Blues de l'université de Toronto |
| 1999  | Stingers de Concordia (2)                                | 2-0       | Pandas de l'Alberta                   |
| 2000  | Pandas de l'Alberta                                      | 2-0       | Martlets de McGill                    |
| 2001  | Lady Blues de l'université de Toronto                    | 4-3       | Cougars de Regina                     |
| 2002  | Pandas de l'Alberta (2)                                  | 5-2       | Golden Hawks de Wilfrid Laurier (en)  |
| 2003  | Pandas de l'Alberta (3)                                  | 5-4 (P)   | Lady Blues de Toronto                 |
| 2004  | Pandas de l'Alberta (4)                                  | 2-0       | Gee-Gees d'Ottawa                     |
| 2005  | Golden Hawks de Wilfrid Laurier                          | 4-1       | Pandas de l'Alberta                   |
| 2006  | Pandas de l'Alberta (5)                                  | 2-1       | Golden Hawks de Wilfrid Laurier       |
| 2007  | Pandas de l'Alberta (6)                                  | 4-0       | Martlets de McGill                    |
| 2008  | Martlets de McGill                                       | 2-0       | Golden Hawks de Wilfrid Laurier       |
| 2009  | Martlets de McGill (2)                                   | 3-1       | Golden Hawks de Wilfrid Laurier       |
| 2010  | Pandas de l'Alberta (7)                                  | 2-0       | Martlets de McGill                    |
| 2011  | Martlets de McGill (3)                                   | 5-2       | X-Women de Saint-Francis-Xavier (en)  |
| 2012  | Dinos de l'Université de Calgary                         | 5-1       | Carabins de Montréal                  |
| 2013  | Carabins de Montréal                                     | 3-2       | Dinos de l'Université de Calgary      |
| 2014  | Martlets de McGill (4)                                   | 4-3 (2OT) | Carabins de Montréal                  |
| 2015  | Western Mustangs de l'université de Western Ontario (en) | 5-0       | Dinos de l'Université de Calgary      |
| 2016  | Carabins de Montréal (2)                                 | 8-0       | Thunderbirds de l'UCB                 |
| 2017  | Pandas de l'Alberta (8)                                  | 2-1       | Martlets de McGill                    |
| 2018  | Bisons de Manitoba                                       | 2-0       | Western Mustang                       |
| 2019  | Gryphons de l'université de Guelph (en)                  | 1-0       | Martlets de McGill                    |
| 2020  |                                                          |           |                                       |

Auparavant le championnat féminin universitaire le plus important est celui du Women's Interuniversity Athletics Union (WIAU) (de 1921 à 1971) et celui de la Ontario Women's Interuniversity Athletic Association (OWIAA) (de 1972 à 1997) qui remet le trophée Dr. Judy McCaw à l'équipe championne :
WIAU 
- 1921-1922 Université de Toronto
- 1922-1923 Université de Toronto
- 1923-1924 Université de Toronto
- 1924-1925 Université de Toronto
- 1925-1926 Université Queen's
- 1926-1927 Université de Toronto
- 1927-1928 Université de Toronto
- 1928-1929 Université de Toronto
- 1929-1930 Université de Toronto
- 1930-1931 Université Queen's
- 1931-1932 Université de Toronto
- 1932-1933 Université de Toronto
- 1933-1934 Université de Toronto
- 1934-1935 Université de Toronto
- 1935-1936 Université de Toronto
- 1936 à 1948 : aucune compétition
- 1948-1949 Université de Toronto
- 1949-1950 Université de Toronto
- 1950-1951 Université de Toronto
- 1951 à 1960 : aucune compétition
- 1960-1961 Université de Toronto
- 1961-1962 Université de Toronto
- 1962-1963 Université de Toronto / Université Queen's
- 1963-1964 Université de Toronto
- 1964-1965 Université de Toronto
- 1965-1966 Université de Toronto
- 1966-1967 Université de Guelph
- 1967-1968 Université de Guelph
- 1968-1969 Université de Guelph
- 1969-1970 Université de Guelph
- 1970-1971 Université McMaster

OWIAA 
- 1971-1972 Université de Guelph
- 1972-1973 Université Queen's
- 1973-1974 Université de Guelph
- 1974-1975 Université Queen's
- 1975-1976 Université McMaster
- 1976-1977 Université Queen's
- 1977-1978 Université McMaster
- 1978-1979 Université Queen's
- 1979-1980 Université de Toronto
- 1980-1981 Université de Toronto
- 1981-1982 Université de Toronto
- 1982-1983 Université York
- 1983-1984 Université de Toronto
- 1984-1985 Université de Toronto
- 1985-1986 Université de Toronto
- 1986-1987 Université York
- 1987-1988 Université de Toronto
- 1988-1989 Université de Toronto
- 1989-1990 Université de Toronto
- 1990-1991 Université de Toronto
- 1991-1992 Université de Toronto
- 1992-1993 Université de Toronto
- 1993-1994 Université de Toronto
- 1994-1995 Université de Guelph
- 1995-1996 Université de Toronto
- 1996-1997 Université York

## Prix et honneurs individuels

### Joueuse par excellence du championnat
Les nommées par saison sont  :
- 1998-1999 : Corinne Swirsky, Stingers de Concordia
- 1999-2000 : Lori Shupak, Pandas de l'Alberta
- 2000-2001 : Kim St-Pierre, Martlets de McGill
- 2001-2002 : Jen Rawson, Lady Blues de Toronto
- 2002-2003 : Danielle Bourgeois, Pandas de l'Alberta
- 2003-2004 : Lori Shupak, Pandas de l'Alberta
- 2004-2005 : Danielle Bourgeois, Pandas de l'Alberta
- 2005-2006 : Ashley Stephenson, Golden Hawks de Wilfrid Laurier
- 2006-2007 : Tarin Podloski, Pandas de l'Alberta
- 2007-2008 : Lindsay McAlpine, Pandas de l'Alberta
- 2008-2009 : Cathy Chartrand, Martlets de McGill
- 2009-2010 : Catherine Ward, Martlets de McGill
- 2010-2011 : Stephanie Ramsay, Pandas de l'Alberta
- 2011-2012 : Jordanna Peroff, Martlets de McGill
- 2012-2013 : Amanda Trapp, Dinos de Calgary
- 2013-2014 : Gabrielle Davidson, Martlets de McGill et Kim Deschênes, Carabins de Montréal
- 2014-2015 : Kelly Campbell, Mustangs de Western
- 2015-2016 : Marie-Pier Chabot, Carabins de Montréal
- 2016-2017 : Lindsey Post, Pandas de l'Alberta
- 2017-2018 : Lauryn Keen, Bisons du Manitoba
- 2018-2019 : Jade Downie-Landry, Martlets de McGill

### Récompenses de la saison régulière

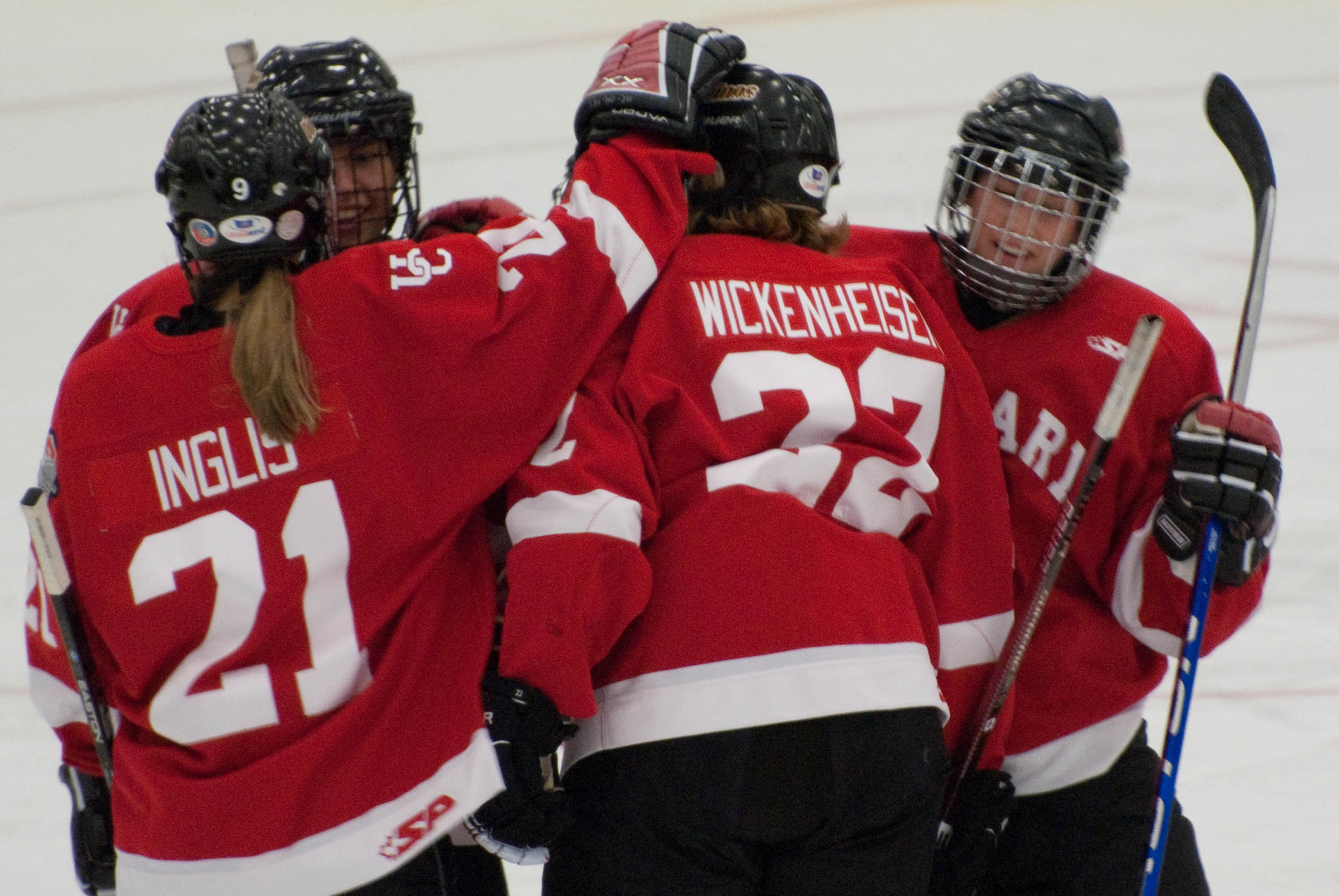
8 octobre 2010 : Hayley Wickenheiser célébrant son premier but universitaire avec les Dinos de Calgary

#### Trophée Brodrick (meilleure joueuse de l'année)
Le prix est en mémoire de la famille Brodrick ,, le père Robert et sa fille Laurie (décédée en 1994 des suites d'un cancer) pour leur vision du développement du hockey féminin à l'université Concordia et plus généralement à travers le championnat. La sélection est effectuée par l'association des entraineurs de hockey féminin de la ligue universitaire U Sports.
- 1997-1998 : Corinne Swirsky, Stingers de Concordia
- 1998-1999 : Corinne Swirsky, Stingers de Concordia
- 1999-2000 : Corinne Swirsky, Stingers de Concordia
- 2000-2001 : Brandy West, Cougars de Regina
- 2001-2002 : Lori Shupak, Pandas de l'Alberta
- 2002-2003 : Kim St-Pierre, Martlets de McGill
- 2003-2004 : Danielle Bourgeois, Pandas de l'Alberta
- 2004-2005 : Danielle Bourgeois, Pandas de l'Alberta
- 2005-2006 : Kate Allgood, Badgers de Brock
- 2006-2007 : Lindsay McAlpine, Pandas de l'Alberta
- 2007-2008 : Brayden Ferguson, X-Women de Saint-Francis-Xavier
- 2008-2009 : Tarin Podloski, Pandas de l'Alberta
- 2009-2010 : Liz Knox, Golden Hawks de Wilfrid Laurier
- 2010-2011 : Hayley Wickenheiser, Dinos de Calgary
- 2011-2012 : Ann-Sophie Bettez, Martlets de McGill
- 2012-2013 : Mélodie Daoust, Martlets de McGill
- 2013-2014 : Katia Clément-Heydra, Martlets de McGill
- 2014-2015 : Ia Gavrilova, Dinos de Calgary
- 2015-2016 : Valerie Lamenta, Gryphons de Guelph
- 2016-2017 : Sarah Bujold, X-Women de Saint-Francis-Xavier
- 2017-2018 : Daley Oddy, X-Women de Saint-Francis-Xavier
- 2018-2019 : Alex Poznikoff, Pandas de l'Alberta [37]

#### Recrue de l'année
Les nommées par saison sont , :
- 1999-1900 : Danielle Bourgeois, Pandas de l'Alberta
- 2000-2001 : Erin Tady, Cougars de Regina
- 2001-2002 : Cindy Eadie, Golden Hawks de Wilfrid Laurier
- 2002-2003 : Lindsay Taylor, Huskies de Sainte-Marie
- 2003-2004 : Cecilia Anderson, Stingers de Concordia
- 2004-2005 : Courtney Schriver, Huskies de Sainte-Marie
- 2005-2006 : Karissa Swan, Cougars de Regina
- 2006-2007 : Catherine Ward, Martlets de McGill
- 2007-2008 : Ann-Sophie Bettez, Martlets de McGill
- 2008-2009 : Marie-Andrée Leclerc-Auger, Martlets de McGill
- 2009-2010 : Caitlin MacDonald, Bisons du Manitoba
- 2010-2011 : Alex Normore, X-Women de Saint-Francis-Xavier
- 2011-2012 : Mélodie Daoust, Martlets de McGill
- 2012-2013 : Christine Grant, Gryphons de Guelph
- 2013-2014 : Kaitlin Willoughby, Huskies de la Saskatchewan
- 2014-2015 : Alanna Sharman, Bisons du Manitoba
- 2015-2016 : Mélodie Bouchard, Gee-Gees d'Ottawa
- 2016-2017 : Tricia Deguire, Martlets de McGill
- 2017-2018 : Maria Dominico, Lakers de Nipissing
- 2018-2019 : Erika Crouse, Rams de Ryerson

### Étudiante athlète exceptionnelle

#### Prix Marion Hillard
Le prix est en mémoire de Marion Hillard, joueuse des Varsity Blues de l'Université de Toronto qui remporta six championnats de 1922 à 1927. Le prix récompense une étudiante-athlète dans ses performances sportives et académiques et dans l'engagement social auprès des autres personnes .
- 1997-1998 : Karen Kendall, Stingers de Concordia
- 1998-1999 : Bridget Bates, Lady Blues de Toronto
- 1999-2000 : Karina Verdon, Gee-Gees d'Ottawa
- 2000-2001 : Virginie Bilodeau,
- 2001-2002 : Lauren Houghton, Stingers de Concordia
- 2002-2003 : Jenny McRae, Lady Blues de Toronto
- 2003-2004 : Janna Gillis, Stingers de Concordia
- 2004-2005 : Sue McCutcheon, Lady blues de Toronto
- 2005-2006 : Leah Kutcher, Tigers de Dalhousie
- 2006-2007 : Taryn Barry, Pandas de l'Alberta
- 2007-2008 : Shauna Denis, Martlets de McGill
- 2008-2009 : Danika Smith, Gee-Gees d'Ottawa
- 2009-2010 : Kaitlyn McNutt, Tigers de Dalhousie
- 2010-2011 : Andrea Switalski, Mounties de Mount Allison
- 2011-2012 : Jill Morillo, Ridgebacks de l'Institut de Technologie de l'Ontario
- 2012-2013 : Kayla Blackmore, Tommies de Saint-Thomas
- 2013-2014 : Nicole Kesteris,Lady Blues de Toronto
- 2014-2015 : Nicole Kesteris, Lady Blues de Toronto
- 2015-2016 : Janelle Froehler, Pandas de l'Alberta
- 2016-2017 : Sarah Weninger, Cougars de Mount Royal
- 2017-2018 : Ailish Forfar, Rams de Ryerson
- 2018-2019 : Jenna Gray, Lions de l'université York

### R.W. Pugh Fair Play Award
Le prix récompense la bonne conduite et l'esprit sportif d'une étudiant-athlète sur la patinoire :
- 2009-2010 : Katie Harvieux, X-Women de Saint-Francis-Xavier
- 2010-2011 : Nicole Pratt, Pandas de l'Alberta
- 2011-2012 : Andrea Boras, Pandas d'Alberta
- 2012-2013 : Sophie Brault, Carabins de Montréal
- 2013 à 2018 : Non remis

### Entraîneur de l'année
Les nommés par saison sont :
- 1999-1900 : Les Lawton, Stingers de Concordia
- 2000-2001 : Karen Hughes, Lady Blues de Toronto
- 2001-2002 : Howie Draper, Pandas de l'Alberta
- 2002-2003 : Peter Smith, Martlets de McGill et Lisa MacDonald, Huskies de Sainte-Marie
- 2003-2004 : Howie Draper, Pandas de l'Alberta
- 2004-2005 : Todd Erskine, Badgers de Brock
- 2005-2006 : Lesley Jordan, Tigers de Dalhousie
- 2006-2007 : Rhéal Bordage, Aigles Bleus de Moncton
- 2007-2008 : Peter Smith, Martlets de McGill
- 2008-2009 : Howie Draper, Pandas de l'Alberta
- 2009-2010 : Steve Kook, Huskies de la Saskatchewan
- 2010-2011 : Jim Denham, Badgers de Brock
- 2011-2012 : Peter Smith, Martlets de McGill
- 2012-2013 : Graham Thomas, Thunderbirds de l'UCB
- 2013-2014 : Steve Kook, Huskies de la Saskatchewan
- 2014-2015 : Chris Higgins et Dave Barrett, Western Mustangs de Western Ontario
- 2015-2016 : Chris Larade, Huskies de Sainte-Marie
- 2016-2017 : Chris Larade, Huskies de Sainte-Marie
- 2017-2018 : Jon Rempel, Bisons du Manitoba
- 2018-2019 : Howie Draper, Pandas de l'Alberta

## Équipe d'étoiles de saison en saison
Pour toutes les saisons 

### 1997-1998
| Position         | Joueuse         | Équipe                  |
| ---------------- | --------------- | ----------------------- |
| Gardienne de but | Lesley Jordan   | Huskies de Saint Mary's |
| Défenseure       | Alana Mullins   | Axewomen d'Acadia       |
| Défenseure       | Delaney Collins | Stingers de Concordia   |
| Attaquante       | Corinne Swirsky | Concordia               |
| Attaquante       | Kelly Bechar    | Dinos de Calgary        |
| Attaquante       | Tasha Noble     | Huskies de Saint Mary's |

| Position         | Joueuse           | Équipe                   |
| ---------------- | ----------------- | ------------------------ |
| Gardienne de but | Shelly Campbell   | Lancers de Windsor       |
| Défenseure       | Ali MacMillan     | Varsity Blues de Toronto |
| Défenseure       | Colleen Sostorics | Dinos de Calgary         |
| Attaquante       | Coley Dosser      | Gryphons de Guelph       |
| Attaquante       | Anne Rodrigue     | Stingers de Concordia    |
| Attaquante       | Sue Ann Van Damme | Varsity Blues de Toronto |

### 1998-1999

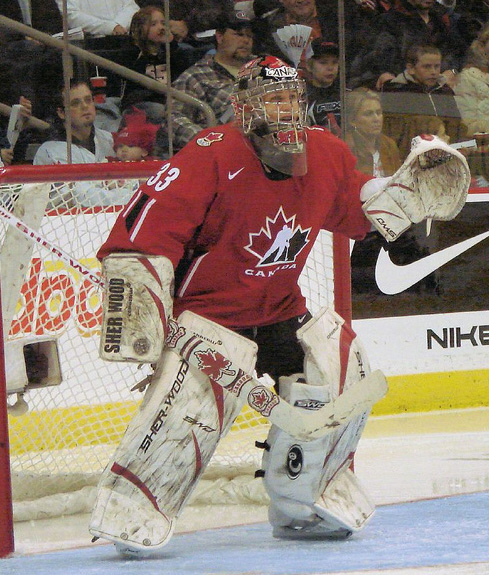
Kim St-Pierre est élue sur les équipes d’étoiles universitaires pendant plus de 4 saisons

| Position         | Joueuse          | Équipe                          |
| ---------------- | ---------------- | ------------------------------- |
| Gardienne de but | Kim St-Pierre    | Martlets de McGill              |
| Défenseure       | Genevieve Fagnan | Stingers de Concordia           |
| Défenseure       | Leanne MacDonald | X-Women de Saint-Francis-Xavier |
| Attaquante       | Corinne Swirsky  | Stingers de Concordia           |
| Attaquante       | Brandy West      | Cougars de Regina               |
| Attaquante       | Urszula May      | Varsity de Toronto              |

| Position         | Joueuse           | Équipe                          |
| ---------------- | ----------------- | ------------------------------- |
| Gardienne de but | Robyn Rittmaster  | Dinos de Calgary                |
| Défenseure       | Sandra Hustler    | Lancers de Windsor              |
| Défenseure       | Colleen Sostorics | Dinos de Calgary                |
| Attaquante       | Caroline Proulx   | Patriotes de UQTR               |
| Attaquante       | Lisa Backman      | Golden Hawks de Wilfrid Laurier |
| Attaquante       | Lori Shupak       | Pandas de l'Alberta             |

### 1999-2000
| Position         | Joueuse           | Équipe                          |
| ---------------- | ----------------- | ------------------------------- |
| Gardienne de but | Kim St-Pierre     | Martlets de McGill              |
| Défenseure       | Virginie Bilodeau | Patriotes de UQTR               |
| Défenseure       | Melanie Roach     | York                            |
| Attaquante       | Corinne Swirsky   | Stingers de Concordia           |
| Attaquante       | Lisa Backman      | Golden Hawks de Wilfrid Laurier |
| Attaquante       | Guylaine Haché    | Anges Bleus de Moncton          |

| Position         | Joueuse            | Équipe                   |
| ---------------- | ------------------ | ------------------------ |
| Gardienne de but | Stacey McCullough  | Pandas d'Alberta         |
| Défenseure       | Heather Vance      | Varsity Blues de Toronto |
| Défenseure       | Carol Scheibel     | Dinos de Calgary         |
| Attaquante       | Jennifer Rawson    | Varsity Blues de Toronto |
| Attaquante       | Brandy West        | Cougars de Regina        |
| Attaquante       | Danielle Bourgeois | Pandas de l'Alberta      |

### 2000-2001
| Position         | Joueuse                   | Équipe                          |
| ---------------- | ------------------------- | ------------------------------- |
| Gardienne de but | Kim St-Pierre             | Martlets de McGill              |
| Défenseure       | Virginie Bilodeau         | Patriotes de UQTR               |
| Défenseure       | Leanne MacDonald          | X-Women de Saint-Francis-Xavier |
| Attaquante       | Brandy West               | Cougars de Regina               |
| Attaquante       | Lisa Backman              | Golden Hawks de Wilfrid Laurier |
| Attaquante       | Lisa-Marie Breton-Lebreux | Stingers de Concordia           |

| Position         | Joueuse         | Équipe                   |
| ---------------- | --------------- | ------------------------ |
| Gardienne de but | Alison Houston  | Lady Blues Toronto       |
| Défenseure       | Susie Laska     | Lady Blues de Toronto    |
| Défenseure       | Joell Fidler    | Cougars de Regina        |
| Attaquante       | Jennifer Rawson | Varsity Blues de Toronto |
| Attaquante       | Tasha Noble     | Huskies de Saint Mary's  |
| Attaquante       | Krysty Lorenz   | Pandas de l'Alberta      |

### 2001-2002
| Position         | Joueuse              | Équipe                          |
| ---------------- | -------------------- | ------------------------------- |
| Gardienne de but | Cindy Eadie          | Golden Hawks de Wilfrid Laurier |
| Défenseure       | Judy Diduck          | Pandas de l'Alberta             |
| Défenseure       | Suzanne Kaye         | Stingers de Concordia           |
| Attaquante       | Lori Shupak          | Pandas de l'Alberta             |
| Attaquante       | Marie-Claude Allard  | Stingers de Concordia           |
| Attaquante       | Kerri-Ann Rudaniecki | Gryphons de Guelph              |

| Position         | Joueuse            | Équipe                                       |
| ---------------- | ------------------ | -------------------------------------------- |
| Gardienne de but | Stacey McCullough  | Pandas d'Alberta                             |
| Défenseure       | Alison Goodman     | Golden Hawks de l'université Wilfrid Laurier |
| Défenseure       | Melanie Roach      | Lionnes de York                              |
| Attaquante       | Danielle Bourgeois | Pandas de l'Alberta                          |
| Attaquante       | Tasha Noble        | Huskies de Saint Mary's                      |
| Attaquante       | Sophie Acheson     | Martlets de McGill                           |

### 2002-2003
En 2003, Sport interuniversitaire canadien (SIC) fait l'ajout d'une catégorie d'étoiles pour les séries éliminatoires aux étoiles de la saison régulière.
| Position         | Joueuse             | Équipe                          |
| ---------------- | ------------------- | ------------------------------- |
| Gardienne de but | Kim St-Pierre       | Martlets de McGill              |
| Défenseure       | Suzanne Kaye        | Stingers de Concordia           |
| Défenseure       | Alison Goodman      | Golden Hawks de Wilfrid Laurier |
| Attaquante       | Marie-Claude Allard | Stingers de Concordia           |
| Attaquante       | Danielle Bourgeois  | Pandas d'Alberta                |
| Attaquante       | Karrie Boyle        | Huskies de Saint Marie          |

| Position         | Joueuse            | Équipe                          |
| ---------------- | ------------------ | ------------------------------- |
| Gardienne de but | Alison Houston     | Lady Blues de Toronto           |
| Défenseure       | Judy Diduck        | Pandas d'Alberta                |
| Défenseure       | Kim Malcher        | Lady Blues de Toronto           |
| Attaquante       | Elizabeth Chiasson | Golden Gaels de Queen’s         |
| Attaquante       | Krissy Thompson    | Golden Hawks de Wilfrid Laurier |
| Attaquante       | Lori Shupak        | Pandas de l'Alberta             |

| Position         | Joueuse            | Équipe                |
| ---------------- | ------------------ | --------------------- |
| Gardienne de but | Alison Houston     | Lady Blues de Toronto |
| Défenseure       | Michelle Koester   | Horns de Lethbridge   |
| Défenseure       | Carol Scheibel     | Pandas d'Alberta      |
| Attaquante       | Susie Laska        | Lady Blues de Toronto |
| Attaquante       | Danielle Bourgeois | Pandas de l'Alberta   |
| Attaquante       | Lori Shupak        | Pandas de l'Alberta   |

### 2003-2004
En 2004, Sport interuniversitaire canadien (SIC) modifie la formule par la nomination de deux équipes d'étoiles (première étoile et deuxième étoile) et d'une équipe de recrues étoiles, en plus de maintenir la sélection des étoiles pour le tournoi éliminatoire.
| Position         | Joueuse            | Équipe                          |
| ---------------- | ------------------ | ------------------------------- |
| Gardienne de but | Cecilia Anderson   | Stingers de Concordia           |
| Défenseure       | Judy Diduck        | Pandas de l'Alberta             |
| Défenseure       | Alison Goodman     | Golden Hawks de Wilfrid Laurier |
| Attaquante       | Elizabeth Chiasson | Golden Gaels de Queen's         |
| Attaquante       | Danielle Bourgeois | Pandas d'Alberta                |
| Attaquante       | Delaney Collins    | Pandas de l'Alberta             |

| Position         | Joueuse            | Équipe                                   |
| ---------------- | ------------------ | ---------------------------------------- |
| Gardienne de but | Lucie Fortin       | Thunderbirds UBC de Colombie-Britannique |
| Défenseure       | Joell Fiddler      | Cougars de Regina                        |
| Défenseure       | Safiya Muharuma    | Lady Blues de Toronto                    |
| Attaquante       | Véronique Lapierre | Martlets de McGill                       |
| Attaquante       | Lindsay Taylor     | Huskies de Saint Mary's                  |
| Attaquante       | Dominique Rancour  | Stingers de Concordia                    |

| Position         | Joueuse            | Équipe                          |
| ---------------- | ------------------ | ------------------------------- |
| Gardienne de but | Megan Takeda       | Gee-Gees d'Ottawa               |
| Défenseure       | Judy Diduck        | Pandas de l'Alberta             |
| Défenseure       | Ashley Stephenson  | Golden Hawks de Wilfrid Laurier |
| Attaquante       | Véronique Lapierre | Martlets de McGill              |
| Attaquante       | Lindsay Taylor     | Huskies de Saint Mary's         |
| Attaquante       | Danielle Bourgeois | Pandas d'Alberta                |

| Position         | Joueuse          | Équipe                          |
| ---------------- | ---------------- | ------------------------------- |
| Gardienne de but | Cecilia Anderson | Stingers de Concordia           |
| Défenseure       | Katie Barrett    | X-Women de Saint-Francis-Xavier |
| Attaquante       | Rebecca Davies   | X-Women de Saint-Francis-Xavier |

### 2004-2005
| Position         | Joueuse             | Équipe                          |
| ---------------- | ------------------- | ------------------------------- |
| Gardienne de but | Cindy Eadie         | Golden Hawks de Wilfrid Laurier |
| Défenseure       | Delaney Collins-Pye | Pandas de l'Alberta             |
| Défenseure       | Roxanne Dupuis      | Stingers de Concordia           |
| Attaquante       | Elizabeth Chiasson  | Golden Gaels de Queen's         |
| Attaquante       | Danielle Bourgeois  | Pandas d'Alberta                |
| Attaquante       | Lindsay Taylor      | Huskies de Saint Mary's         |

| Position         | Joueuse            | Équipe                          |
| ---------------- | ------------------ | ------------------------------- |
| Gardienne de but | Cecilia Anderson   | Stingers de Concordia           |
| Défenseure       | Ashley Stephenson  | Golden Hawks de Wilfrid Laurier |
| Défenseure       | Jacqueline Stroeve | Horns de Lethbridge             |
| Attaquante       | Kate Allgood       | Badgers de Brock                |
| Attaquante       | Dominique Rancour  | Stingers de Concordia           |
| Attaquante       | Kimberly Kerr      | Gee-Gees d'Ottawa               |

| Position         | Joueuse           | Équipe                          |
| ---------------- | ----------------- | ------------------------------- |
| Gardienne de but | Catherine Herron  | Martlets de McGill              |
| Défenseure       | Sandy Roy         | Stingers de Concordia           |
| Défenseure       | Andrea Bevan      | Golden Hawks de Wilfrid Laurier |
| Attaquante       | Tarin Podloski    | Pandas d'Alberta                |
| Attaquante       | Elaine Dumas      | Gryphons de Guelph              |
| Attaquante       | Courtney Schriver | Huskies de Saint Mary's         |

| Position         | Joueuse             | Équipe                          |
| ---------------- | ------------------- | ------------------------------- |
| Gardienne de but | Cindy Eadie         | Stingers de Concordia           |
| Défenseure       | Ashley Stephenson   | Golden Hawks de Wilfrid Laurier |
| Défenseure       | Delaney Collins-Pye | Pandas de l'Alberta             |
| Attaquante       | Danielle Bourgeois  | Pandas de l'Alberta             |
| Attaquante       | Laurissa Kenworthy  | Golden Hawks de Wilfrid Laurier |
| Attaquante       | Valérie Paquette    | Martlets de McGill              |

### 2005-2006
| Position         | Joueuse           | Équipe                          |
| ---------------- | ----------------- | ------------------------------- |
| Gardienne de but | Melanie Quinn     | Lionnes de York                 |
| Défenseure       | Ashley Stephenson | Golden Hawks de Wilfrid Laurier |
| Défenseure       | Haleigh Callison  | Thunderbirds UBC                |
| Attaquante       | Courtney Schriver | Huskies de Saint Mary’s         |
| Attaquante       | Kate Allgood      | Badgers de Brock                |
| Attaquante       | Kristen Hagg      | Pandas de l'Alberta             |

| Position         | Joueuse        | Équipe                          |
| ---------------- | -------------- | ------------------------------- |
| Gardienne de but | Emily Hobb     | Tommies de Saint-Thomas         |
| Défenseure       | Kim Devereaux  | Lady Blues de Toronto           |
| Défenseure       | Arielle Schade | Cougars de Regina               |
| Attaquante       | Tarin Podloski | Pandas de l'Alberta             |
| Attaquante       | Kimberly Kerr  | Gee-Gees d'Ottawa               |
| Attaquante       | Rebecca Davies | X-Women de Saint-Francis-Xavier |

| Position         | Joueuse            | Équipe                          |
| ---------------- | ------------------ | ------------------------------- |
| Gardienne de but | Holly Tarleton     | Pandas de l'Alberta             |
| Défenseure       | Rayanne Reeve      | Pandas de l'Alberta             |
| Défenseure       | Catherine Ward     | Martlets de McGill              |
| Attaquante       | Tarin Podloski     | Pandas d'Alberta                |
| Attaquante       | Lindsay McAlpine   | Pandas d'Alberta                |
| Attaquante       | Laurissa Kenworthy | Golden Hawks de Wilfrid Laurier |

| Position         | Joueuse       | Équipe                          |
| ---------------- | ------------- | ------------------------------- |
| Gardienne de but | Terri Ryerson | Thunderbirds UBC                |
| Défenseure       | Laura Grant   | X-Women de Saint-Francis-Xavier |
| Attaquante       | Karissa Swan  | Cougars de Regina               |

### 2006-2007

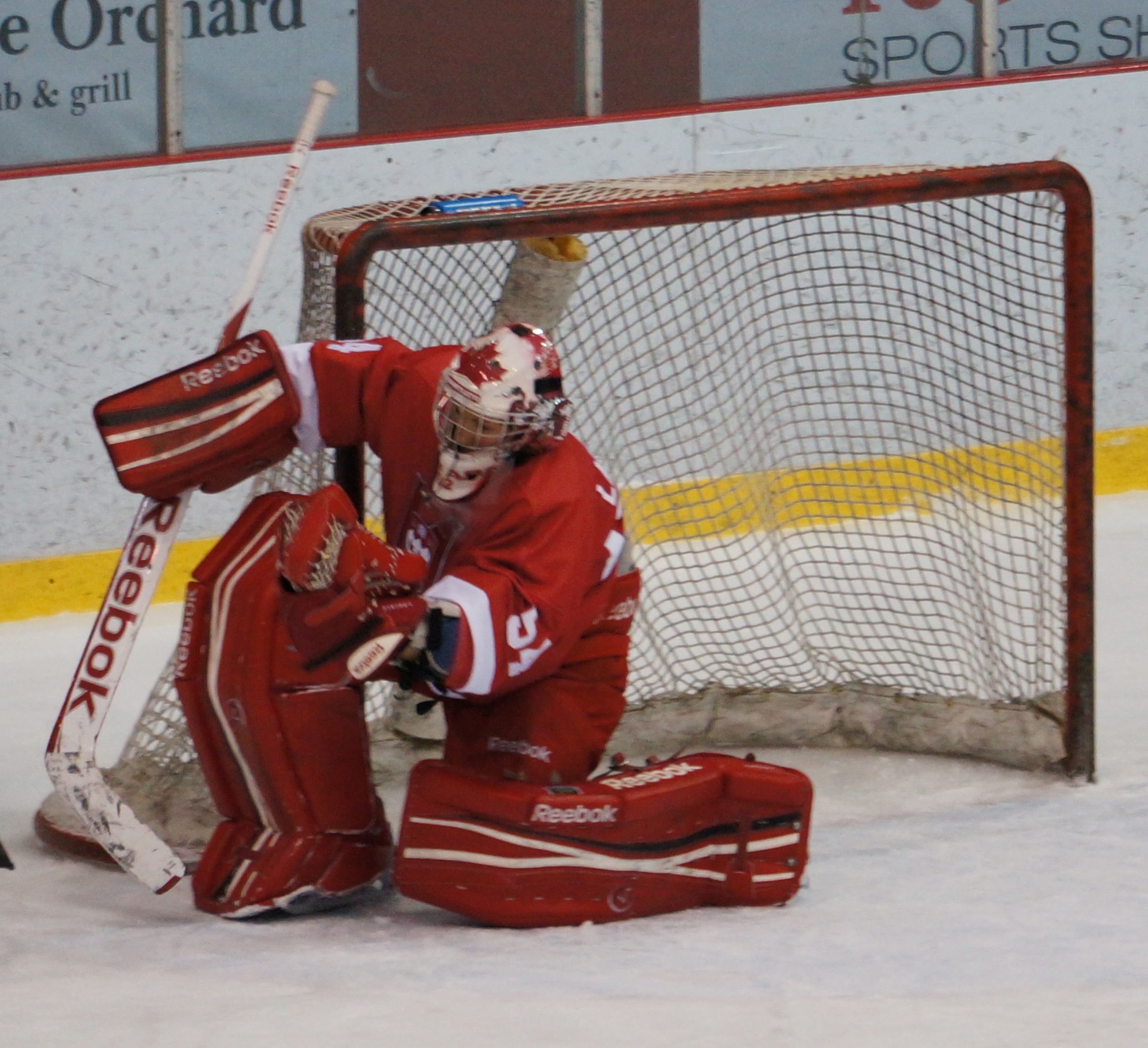
Charline Labonté est élu durant 5 saisons consécutives dans la première équipe d'étoiles

Première équipe d'étoiles
Gardienne : Charline Labonté, Martlets de McGill
Défenseur : Andrea Bevan, Golden Hawks de Wilfrid Laurier
Défenseur : Catherine Ward, Martlets de McGill
Attaquante : Lindsay McAlpine, Pandas de l'Alberta
Attaquante : Mariève Provost, Aigles Bleus de Moncton
Attaquante : Vanessa Davidson, Martlets de McGill
Deuxième équipe d'étoiles
Gardienne : Stephanie Lockert, Lady Blues de Toronto
Défenseur : Marilynn Hay, Golden Hawks de Wilfrid Laurier
Défenseur : Rayanne Reeve, Pandas de l'Alberta
Attaquante : Kate Allgood, Badgers de Brock
Attaquante : Tarin Podloski, Pandas d'Alberta
Attaquante : Christine Hartnoll, Martlets de McGill
Équipe des recrues étoiles
Gardienne : Melinda Choy, Thunderbirds UBC de Colombie-Britannique
Défenseur : Catherine Ward, Martlets de McGill
Attaquante : Mariève Provost, Aigles Bleus de Moncton
Étoiles des séries éliminatoires
Joueuse par excellence : Lindsay McAlpine, Pandas de l'Alberta
Meilleur esprit sportif : Liane Kisil, Bisons du Manitoba
Gardienne : Holly Tarleton, Pandas de l'Alberta
Défenseur : Rayanne Reeve, Pandas de l'Alberta
Défenseur : Catherine Ward, Martlets de McGill
Attaquante : Tarin Podloski, Pandas de l'Alberta
Attaquante : Lindsay McAlpine, Pandas de l'Alberta
Attaquante : Laurissa Kenworthy, Golden Hawks de Wilfrid Laurier

### 2007-2008
Première équipe d'étoiles
Gardienne : Charline Labonté. Martlets de McGill
Défenseur : Andrea Bevan, Golden Hawks de Wilfrid Laurier
Défenseur : Catherine Ward, Martlets de McGill
Attaquante : Brayden Ferguson, X-Women de Saint-Francis-Xavier
Attaquante : Jennifer Newton, Pandas de l'Alberta
Attaquante : Vanessa Davidson, Martlets de McGill
Deuxième équipe d'étoiles
Gardienne : Stéphanie Lockert, Lady Blues de Toronto
Défenseur : Marilynn Hay, X-Women de l'Université Saint-Francis-Xavier
Défenseur : Kerri Palmer, Ravens de Carleton
Attaquante : Ann-Sophie Bettez, Martlets de McGill
Attaquante : Janine Davies, Lady Blues de Toronto
Attaquante : Lauren Barch, Golden Hawks de Wilfrid Laurier
Équipe des recrues étoiles
Gardienne : Kathy Desjardins, Aigles Bleus de Moncton
Défenseur : Kerri Palmer, Ravens de Carleton
Défenseur : Andrea Boras. Pandas de l'Alberta
Attaquante : Ann-Sophie Bettez, Martlets de McGill
Attaquante: Addie Miles, Bisons du Manitoba
Attaquante : Jocelyn LeBlanc, Tigers de Dalhousie
Étoiles des séries éliminatoires
Joueuse par excellence du tournoi : Cathy Chartrand, Martlets de McGill
Meilleur esprit sportif : Suzanne Fenerty,
Gardienne : Liz Knox, Golden Hawks de Wilfrid Laurier
Défenseur : Cathy Chartrand, Martlets de McGill
Défenseur : Catherine Ward, Martlets de McGill
Attaquante : Vanessa Davidson, Martlets de McGill
Attaquante : Andrea Ironside, Golden Hawks de Wilfrid Laurier
Attaquante : Lauren Meschino, Golden Hawks de Wilfrid Laurier

### 2008-2009
Première équipe d'étoiles
Gardienne : Charline Labonté, Martlets de McGill
Défenseur : Catherine Ward, Martlets de McGill
Défenseur : Andrea Bevan, Golden Hawks de Wilfrid Laurier
Attaquante : Tarin Podloski, Pandas de l'Alberta
Attaquante : Ann-Sophie Bettez, Martlets de McGill
Attaquante : Mariève Provost, Aigles bleus de Moncton
Deuxième équipe d'étoiles
Gardienne : Stacey Corfield, Bisons du Manitoba
Défenseur : Cathy Chartrand, Martlets de McGill
Défenseur : Stephanie Ramsay, Bisons de l'Alberta
Attaquante : Vanessa Davidson, Martlets de McGill
Attaquante : Andrea Ironside,Golden Hawks de Wilfrid Laurier
Attaquante : Alana Cabana, Pandas de l'Alberta
Équipe des recrues étoiles
Gardienne : Kendyl Valenta, Lady Blues de Toronto
Défenseur : Stephanie Ramsay, Pandas de l'Alberta
Défenseur : Julia Endicott, Warriors de Waterloo
Attaquante : Marie-Andrée Leclerc-Auger, Martlets de McGill
Attaquante : Tamara Bell, Gryphons de Guelph
Attaquante : Janelle Parent, Panthers de l'Île-du-Prince-Édouard
Étoiles des séries éliminatoires
Joueuse par excellence : Catherine Ward, Martlets de McGill
Prix de l'esprit sportif : Suzanne Fenerty, X-Women de Saint-Francis-Xavier
Gardienne : Charline Labonté, Martlets de McGill
Défenseur : Cathy Chartrand, Martlets de McGill
Défenseur : Catherine Ward, Martlets de McGill
Attaquante : Mariève Provost, Aigles Bleus de Moncton
Attaquante : Ann-Sophie Bettez, Martlets de McGill
Attaquante : Andrea Ironside, Golden Hawks de Wilfrid Laurier

### 2009-2010
Première équipe d'étoiles
Gardienne : Charline Labonté, Martlets de McGill
Défenseur : Cathy Chartrand, Martlets de McGill
Défenseur : Suzanne Fenerty, X-Women de l'Université Saint-Francis-Xavier
Attaquante : Hayley Wickenheiser, Dinos de Calgary
Attaquante : Mariève Provost, Aigles Bleus de Moncton
Attaquante : Kelly Walker, Badgers de Brock
Deuxième équipe d'étoiles
Gardienne : Beth Clause, Badgers de Brock
Défenseur : Gillian Ferrari, Martlets de McGill
Défenseur : Laura Shearer, Tigers de Dalhousie
Attaquante : Ann-Sophie Bettez, Martlets de McGill
Attaquante : Alex Normore, X-Women de l'Université Saint-Francis-Xavier
Attaquante : Breanne George, Huskies de Saskatchewan
Équipe des recrues étoiles
Gardienne : Nicole Kesteris, Lady Blues de Toronto
Défenseur : Alannah Wakefield, Golden Hawks de Wilfrid Laurier
Défenseur : Jenna Pitts, X-Women de l'Université Saint-Francis-Xavier
Attaquante : Alex Normore, X-Women de l'Université Saint-Francis-Xavier
Attaquante : Katia Clément-Heydra, Martlets de McGill
Attaquante : Laura Brooker, Golden Hawks de Wilfrid Laurier
Étoiles des séries éliminatoires
Joueuse par excellence : Jordanna Peroff, Martlets de McGill
Prix de l’esprit sportif : Nicole Pratt, Pandas de l'Alberta
Gardienne : Mel Dodd-Moher, Golden Gaels de Queen’s
Défenseur : Cathy Chartrand, Martlets de McGill
Défenseur : Suzanne Fenerty, X-Women de Saint-Francis-Xavier
Attaquante : Carolyn Campbell, X-Women de Saint-Francis-Xavier
Attaquante : Jordanna Peroff, Martlets de McGill
Attaquante : Leslie Oles, Martlets de McGill

### 2010-2011
Première équipe d'étoiles
Gardienne : Charline Labonté, Martlets de McGill
Défenseur : Cathy Chartrand, Martlets de McGill
Défenseur : Suzanne Fenerty, X-Women de l'Université Saint-Francis-Xavier
Attaquante : Ann-Sophie Bettez, Martlets de McGill
Attaquante : Alex Normore, X-Women de l'Université Saint-Francis-Xavier
Attaquante : Julie Paetsch, Huskies de Saskatchewan
Deuxième équipe d'étoiles
Gardienne : Rebecca Bouwhuis, Warriors de Waterloo
Défenseur : Stephanie Ramsay, Dinos de Calgary
Défenseur : Jacalyn Sollis, Gryphons de Guelph
Attaquante : Hayley Wickenheiser, Dinos de Calgary
Attaquante : Mélodie Daoust, Martlets de McGill
Attaquante : Jill Morillo, Ridgebacks de l'Institut de Technologie de l'Ontario
Équipe des recrues étoiles
Gardienne : Rebecca Bouwhuis, Warriors de Waterloo
Défenseur : Valérie Watson, Gee-Gees d'Ottawa
Défenseur : Kristen Barbara, Lions de l'université York
Attaquante : Mélodie Daoust, Martlets de McGill
Attaquante : Marie-Pier Arsenault, Aigles Bleu de Moncton
Attaquante : Sadie Lenstra, Pronghorns de Lethbridge
Étoiles des séries éliminatoires
Joueuse par excellence : Amanda Tapp, Dinos de Calgary
Prix de l’esprit sportif : Andrea Boras, Pandas de l'Alberta
Gardienne : Amanda Tapp, Dinos de Calgary
Défenseur : Stephanie Ramsay, Dinos de Calgary
Défenseur : Élizabeth Mantha, Carabins de Montréal
Attaquante : Kim Deschênes, Carabins de Montréal
Attaquante : Leslie Oles, Martlets de McGill
Attaquante : Hayley Wickenheiser, Dinos de Calgary